# ويليام كولي
ويليام كولي (1783-1863) (بالإنجليزية: William Cooley) هو واحد من أوائل المستوطنين الأمريكيين، وزعيم إقليمي في ما يُعرف الآن بمقاطعة بروارد في ولاية فلوريدا الأمريكية. قتلت السيمينول عائلته عام 1836، خلال حرب السيمينول الثانية، والتي عُرفت «بمذبحة ذا نيو ريفر» مما تسبب في تخلي البيض عن المنطقة فورًا.
وُلد كولي في ولاية ماريلاند، ولكن يُعرف القليل عن بداية حياته قبل وصوله إلى شرق ولاية فلوريدا مع الحملة العسكرية عام 1813. بدأ حياته كمزارع في الجزء الشمالي من المنطقة قبل انتقاله إلى الجنوب، حيث عمل بالتجارة مع الهنود المحليين واستمر في العمل كمزارع. وقف كولي إلى جانب المواطنين في نزاعهم ضد تاجر كان قد حصل علي منحة كبيرة من ملك إسبانيا، وطرد الهنود من أراضيهم، لذلك انتقل كولي إلى منطقة النهر الجديد عام 1826 غير راضيًا عما يفعله الأسبانيين، وابتعادًا عن نفوذهم.
في منطقة ذا نيو ريفر، أثبت كولي وجوده كمزارع ومنقذ للوضع؛ فزرع نبات الأروروت وطحنه وزادت ثروته ونفوذه، حيث أصبح أول رجل قانون وقاضي في المستوطنة، بجانب عمله كسمسار للأراضي. حمّله الهنود المحليون مسؤولية ما اتعبروه حكمًا غير عادلًا بشأن قاتلي أحد زعمائهم، وهاجموا مستوطنة ذا نيو ريفر انتقامًا لذلك في 4 يناير 1836.
نجا كولي من ذلك الهجوم وعاش لأكثر من سبعة وعشرين عامًا، شغل خلالها مناصب إدارية في مقاطعة ديد، وانتقل إلى تامبا عام 1837، وأمضي فتره قصيره يعمل كمرشد وساع للبريد لحساب الجيش الأمريكي. ثم انتقل بعد ذلك إلى منطقة هوموساسا عام 1840، حيث أصبح أول مدير لمكتب بريد، ومرشح مقاطعة هرناندو لمجلس نواب فلوريدا. وعاد إلى تامبا عام1847، كأحد الأعضاء الأوائل لمجلس المدينة، وخدم ثلاث دورات قبل وفاته عام 1863.

## النشأة ووصوله إلى شرق فلوريدا
وُلد كولي في ولاية ماريلاند عام 1783؛ ولا يُعرف إلا قدر ضئيل عنه فيما قبل عام 1813، وعُرف بعدة أسماء منها ويليام كولي الابن، وWilliam Coolie وWilliam Colee وWilliam Cooly.
وصل إلى شرق ولاية فلوريدا عام 1813، في حملة مشتركة بين قوات ولاية تينيسي وجورجيا. اختلفت بعض المصادر حيال موقف كولي من هذه الحملة، حيث أشاد البعض بكولي بوصفه عضوًَا في فريق متطوعي تينيسي تحت قيادة العقيد جون ويليامز؛ وافترض البعض الآخر أنه كان ملازمًا في الفصيل العسكري الخاص بجورجيا، تحت قيادة العقيد صموئيل اليكسندر من جورجيا. حاز كولي علي ملكية في منطقة جيرلز لاندنج على ضفاف نهر سانت ماريز ريفر، بالقرب من مكان عبور الوحدات العسكرية شرق ولاية فلوريدا في العام نفسه. ثم انتقل بعد ذلك إلى الضفة الغربية لنهر سانت جون، حيث أقام في منطقة تقع على بعد 30 ميل (48 كم) إلى الجنوب من مدينة جاكسونفيل الحالية.
انتقل كولي بعد ذلك إلى بركة أليجاتور بوند (الموجودة الآن بالقرب من مدينة ليك سيتي الحالية في ولاية فلوريدا)، حيث أقام مزرعة وعمل بالتجارة مع قبيلة السيمينول المحلية بقيادة الزعيم ميكانوبي. وتم نقل ملكية أراض شرق ولاية فلوريدا رسميًا من دولة إسبانيا إلى الولايات المتحدة الأمريكية عام 1819، بموجب معاهدة آدمز-أونيس. وفي عام 1820 بدأ التاجر الأسباني دون فرناندو دي لا مازا أريدوندو تسوية مطالبة 280.000 فدان في مقاطعة ألاتشوا والتي قد منحه إياها فيرناندو السابع ملك إسبانيا.
تفاوض كولي مع فرناندو نيابة عن الهنود النازحين، لكنه فشل. ثم انتقل كولي في عام 1823، قد يكون دافعه هو الهروب من النفوذ الأسباني، إلى الضفة الشمالية من ذا نيو ريفر.

## مستوطنة ذا نيو ريفر

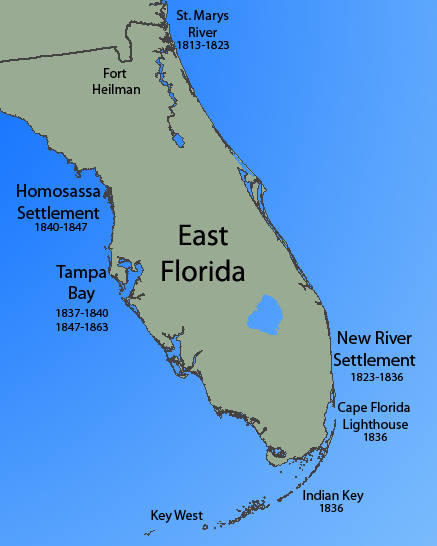
خط سير ويليام كولي موضح على الخريطة

كان كولي مثل مستوطني ذا نيو ريفر الآخرين؛ فلم يكن يشتري الأرض بل كان يحتلها علي أمل أن تمنحه الولايات المتحدة ملكيتها، بصفته مستوطن موجود فيها، بعد أن تمسح المنطقة. سكن هذه المستوطنة في المقام الأول سكان جزيرة البهاما الذين أقاموا حياتهم على صيد السلاحف، وصيد الأسماك، وبناء السفن والتنقيب في حطامها.
في عام 1830، باعت فرانكي لويس، وهي كانت واحدة من أوائل المستوطنين بالمنطقة في عام 1788، مصالحها التجارية لريتشارد فيتزباتريك. وبعد وصول فيتزباتريك، ازدهرت المستوطنة، التي سكنها ما يقرب من 70 شخصًا، بفضل إدخاله نظام المزارع القائم علي استعباد داكني البشرة.
وكانت مهنة كولي الأساسية هي جمع الأروروت، ومعالجته، وتجهيزه، والأروروت هو نشاء مصنوع من جذور نبات الكونتي. استُخدم الأروروت في صناعة عجين الخبز، ورقائق الويفر، والبسكويت. اتسم الأروروت بصعوبة العطب مما جعل استخدامه مُفضل خاصة على متن السفن. أما اللب اللب المتبقي بعد المعالجة فكان يُستخدم كسماد أو طعام للحيوان. وساهم وجود ظروف مناخية ملائمة لزراعة الأروروت في وجود بضع مئات من الهنود في المنطقة حيث كان الأروروت عنصرًا أساسيًا في نظامهم الغذائي. ساهمت عدة عناصر في زيادة رخاء كولي؛ فكان سعر النشا في السوق يتراوح ما بين 8 سنتات إلى 16 سنتًا لكل رطل (أي ما بين 17 إلى 35 سنتًا لكل كيلو جرام)، وكان للنهر موقعًا جغرافيًا متميزًا، كما عملت الماكينات التي استخدمها كولي بكفاءة فكان الناتج اليومي يقرب من 450 رطل (200 كجم). أتاحت له هذه الثروة فرصة تكريس جزءً كبيرًا من وقته لاستكشاف المنطقة شمالًا حتي وصل إلى بحيرة أوكي تشوبي مما زاد من نفوذه السياسي.
ومن المرجح أن كولي تزوج نانسي دايتون، أسيرة هندية سابقة، في 8 ديسمبر عام 1830. ألح ريتشاد فيتزباتريك، الذي كان في ذلك الوقت صاحب مزرعة مزدهرة لجوز الهند، وأشجار اللايم، وموز الجنة، وقصب السكر، لتعيين كولي كقاض للصلح في عام 1831، وجعله مسؤولًا عن الفصل في المنازعات بين الأشخاص وعلى الممتلكات، ومعاقبة مرتكبي الجنح بالجلد والغرامات، كما جعل من مهامه مراقبة أنشطة منقبي السفن. كان مكان المجرمين الخطرين في هذا الوقت هو سجن كي ويست. وفي ذلك الوقت، كان كولي قد امتلك مركبًا شراعيًا ويقوم بالرحلات ليس فقط من أجل نقل السجناء بل للتجارة أيضًا في نبات الكونتي، وقصب السكر، والفاكهة الاستوائية مع كيب فلوريدا، والإنديان كي، وكي ويست وهافانا.
على الرغم من أهمية الأنشطة التجارية والزراعية، كان التنقيب في السفن هو النشاط الاقتصادي الأكثر أهمية في المستوطنة. بدأت الصحف الشمالية في شن حملة ضد هذا النشاط في عام 1832 مدعية أن هذا النشاط قناع للقرصنة ولكن أضعف هذه المزاعم وجود رسوم للإنقاذ تُقدر بـ33%. عُين كولي، الذي كان بالفعل مسؤولًا عن مراقبة التنقيب، مثمنًا إقليميًا للسفن الغارقة وحمولتها. وكان لمواسم الأعاصير تأثيرًا إيجابيًا على قوة النشاط التنقيبي، وخصوصًا موسم 1835 القوي الذي جلب أرباح أكبر.
بحلول عام 1835، كان كولي قد أصبح لديه ابنان وابنة واحدة. سُمي الولدان باسم ألمونوك ومونتزيوما، تيمنًا باثنين من الزعماء الهنود المحليين. ودرس الزوجان ماري أي ريجبي، وجوسيف فلينتون لابنة كولي وهي في سن العاشرة وابنه وهو في سن التاسعة.
عُين كولي مثمنًا للملكية والعبيد في بنك اتحاد فلوريدا. واشتري حليفه ريتشارد فيتزباتريك مزرعته الخاصة بنبات الكونتي والحمضيات الواقعة علي ضفة نهر ميامي مقابل 2.500 دولار. نتيجة لذلك، تم انتخاب فيتزباتريك ممثلًا لمقاطعة مونرو في المجلس التشريعي الإقليمي. شككت جريت كي ويست إنكوايرر في التصويت بالإجماع علي ريتشارد فيتزباتريك. كما كان سلوك كولي مشكوكًا فيه بشكل غير صريح لأنه، بصفته قاضي للصلح، أجرى الاقتراع غير السري. وفي مدينة كي ويست خسر فيتزباتريك التصويت وربح وليام هاكلي.
وضمت الأرض الخاصة بكولي في منطقة ذا نيو ريفر منزلًا «بمساحة عشرين قدمًا في خمسين قدمًا (6 في 15م)، يتكون من دور واحد، مبني من خشب السرو ومكسوة جدرانه وأرضيته بألواح خشبية بسمك 1-1/2 بوصة (4سم)». عمل ما لا يقل عن ثلاثة من العبيد السود بالإضافة إلى العديد من الهنود بزراعة قصب السكر، والذرة، والبطاطس، والقرع وغيرها من الخضروات علي الأرض التي بلغت مساحتها عشرين فدانًا أي (ثمانية هكتار)، وضمت الأرض أيضًا حظيرة بها ثمانين خنزيرًا.
وبلغت مساحة الطاحونة المائية لنبات الكونتي سبعة وعشرين في أربعة عشر قدما (ثمانية في أربعة أمتار). وتشمل ممتلكات كولي في كي ويست مصنعًا، ومخزنين، مطبخ، ومساكن للعبيد، وأشجار جوز هند ولايم وبرتقال، بالإضافة إلى الدجاوزيات المستأنسة والبرية.

## مذبحة ذا نيو ريفر

### مرحلة الزخم
حافظ كولي على علاقته الودية والتجارية بهنود السيمينول في المنطقة. وفي أوائل القرن التاسع عشر، انتقل هنود الخليج من ألاباما وانضموا إلى السيمينول. في عام 1835، قتل المستوطنون البيض زعيم هنود الخليج والذي كان يُدعى «أليباما» وحرق الكوخ الخاص به. وبصفته قاضيًا للصلح، زج كولي بالمستوطنين في السجن ولكن أُطلق سراحهم بعد ذلك لعدم كفاية الأدلة بعد جلسة الاستماع التي أجريت في محكمة مقاطعة مونرو في كي ويست. وألقي سكان الخليج اللوم علي كولي ظنًا منهم أنه حجب للأدلة. أدي التوتر المتزايد بين هنود الخليج والبيض إلى هجرة سكان الخليج إلى منطقة أوكي تشوبي.
تلقي الرائد فرانسيس لانجورن ديد، القائد العسكري في كي ويست، معلومات مخابراتية تفيد بأن كوبا وإسبانيا تسلحان الهنود ولكن التحقيقات لم تثبت صحة هذه الشائعة. وأشارت التقارير الواردة من فورت بروك، وكانت تقع بالقرب من تامبا حاليًا، أن الهنود بهذه المنطقة يقاومون أوامر صادرة من الحكومة الفيدرالية للهجرة إلى ميسيسيبي، وهو ما يتناقض مع تأكيدات السلطات الفيدرالية بأن الهنود وافقو علي الهجرة بسلام. تم إرسال الرائد ديد، ومجموعتين من الجنود، وكافة الأسلحة المتاحة إلى فورت بروك في خليج تامبا وهو الميناء المُخصص لبدء هجرة الهنود. وكان رد فعل الهنود على ذلك هو تركيز كل قواتهم في منطقة ذا نيو ريفر. وفي 28 ديسيمبر 1835، تعرض ديد و107 من الجنود إلى كمين في طريقهم من خليج تامبا إلى فورت كينج، القريبة من مدينة أوكالا الحالية. نجا ثلاثة فقط من الجنود وخسر المهاجمون من صفهم ثلاثة أشخاص فقط.

### مرحلة الهجوم
بعد مرور ستة أيام، قاد كولي حملة استكشافية كبيرة لإطلاق سراح الجيل بلاس، وهي سفينة وصلت للشاطئ بالعام الماضي. وكانت العملية كبيرة فتطلبت اشتراك جميع الرجال القادرين في المستوطنة. وفي اليوم التالي، 4 يناير 1836، هاجم الهنود المستوطنة.
اجتاح ما بين خمسة عشر أو عشرين هنديًا منزل كولي، ووجدوا المُعلم وكانوا أكثر قوة منه فتغلبوا عليه وسلخوا فروة رأسه. أمسكت زوجة كولي بطفلهم الرضيع وحاولت الفرار إلى النهر، ولكن أصيبوا بطلق ناري من على مسافة 170 ياردة أي (155م) من المنزل، مما تسبب في قتل الزوجة والرضيع. وتوفي ابن كولي البالغ من العمر تسع سنوات نتيجة كسر في الجمجمة، وأُصيبت ابنته بطلق ناري أيضًا، واختفى اثنان من العبيد السود المملوكين لكولي.
سمع ابن المدرس صرخات قادمة من ناحية النهر وعاد لجلب والدته وشقيقتيه الأصغر سنًا. وتمكن من الفرار في زورق، واتجه إلى الجنوب حتي وصل إلى منارة كيب فلوريدا.
وعلي طول الطريق كان يحذر الناس في أرش كريك ونهر ميامي من الهجوم، مما دفعهم أيضًا إلى الفرار.

### مرحلة ما بعد الهجوم
بعد الهجوم أحرق الهنودالمنزل وغادروه دون مهاجمة المساكن الأخرى. وفي اليوم التالي، عاد كولي لدفن الموتي، ولم يتضح من المسؤول بعد عن تنبيه الفريق المنقذ إلى ذلك الهجوم.
غادر كولي إلى منارة كيب فلوريدا بعد بقائه بالمستوطنة لمدة ثلاث أيام. ثم ظهر واحد من العبيد الذين اختفوا إبان الهجوم وقال أنه قد تعرف علي المهاجمين وأنهم من معارف عائلة كولي. وسمع العبد الهنود وهم يرجعون سبب تنفيذهم هذه المذبحة للانتقام من كولي بسبب عدم إدانته لقاتلي الزعيم «أليباما».
تولي كولي مسؤولية معسكر المنارة. وأرسل ريتشارد فيتزباتريك ستين عبدًا من مزرعة ميامي إلى المنارة. وفيما بعد استقل المستوطنون والعبيد المركب الشراعي الخاص بكولي شراعيا والقوارب الصغيرة وهربوا إلى الإنديان كي، وهو يقع على بعد 100 ميل (161 كم) إلى شمال كي ويست، وذلك خوفًا من وقوع المزيد من الهجمات وعلمًا بالأمان غير الدائم الذي توفره المنارة. ومن ناحية أخرى، اتهم القاضي مارفن، قاضي بكي ويست، زعيم السيمينول شكاياكا (أو كالوسا، وفقًا علي المصدر) بقيادة الهجوم علي مستوطنة ذا نيو ريفر. لم يتم إثبات ذلك، لكن من المعروف أن شكاياكا كان زعيمًا عظيم الشأن وقام بتنسيق ذلك الهجوم المدمر علي الإنديان كي عام 1840.
عندما وصل كولي إلى الإنديان كي، تم إبلاغه بأن الهنود حاولوا الحصول علي أسلحة وذخيرة ولكن تم صد هذه المحاولات من قبل حماة حصن الجزيرة. في الوقت نفسه، لجأ أكثر من مائتي شخص من أماكن قريبة إلى هذا الحصن بغرض الحماية. أُخرجت المدافع من سفينة «جيل بلاس»، ثم تم إحراقها لمنع الهنود من استخدام أي شيء منها. روعت ظروف البحر الصعبة والخوف من الهجمات الوشيكة سكان الجزيرة. طلب كولي بناء حصون في منطقة النهر الجديد وكيب سابل، ولكن ما لبثت أن وردت أنباء من نهر ميامي تفيد بأن كافة ممتلكات البيض قد دُمرت بالكامل مما تسبب في توقف كافة المبادرات الجديدة.
عاد كولي إلى منطقة ذا نيو ريفر ولكنه اكتشف أن الهنود عادوا لنهب المستوطنة وحرقوا العديد من المنازل الأخرى والمزارع. ورفض مجلس نواب الولايات المتحدة دعوى تعويض الخسائر الخاصة به عام 1840. وعند وصوله إلى كي ويست في 16 يناير 1836، علي متن السفينة البخارية تشامبيون (بالإنجليزية: Champion)، عُيّن حارسًا مؤقتًا للمنارة، واستمر عمله في هذا المنصب حتى شهر أبريل من ذاك العام.

## ما بعد ذا نيو ريفر
استأنف كولي حياته وعمل بالتنقيب في السفن الغارقة. وفي وقت لاحق من العام نفسه، عمل مرة أخرى قاضيًا للصلح، وتولي منصبًا جديدًا حيث عُيّن بائع مزاد وفقًا للتشريعات.
ومن ناحية أخرى، زادت المطالب بوجود قادة مجتمع من أبناء فلوريدا بسبب استمرار الهجمات وانتشار الشائعات، مما اضطر القوات البحرية لإرسال الملازم «ليفين ام باول» إلى كي ويست. أنشأ الملازم «باول» قوة صغيرة مكونة من خمسين بحارًا، وخمسة وتسعين جنديًا في سلاح البحرية، وثمانية ضباط، تساندها سفينتان شراعيتان وقارب شراعي سريع يُدعى واشنطن (بالإنجليزية: Washington) من القوارب السريعة الخاصة بالولايات المتحدة بقيادة القبطان «داي». دعا الملازم «باول» كولي ليكون مرشدًا له في هذه القوة لمعرفته بقادة الهنود وعاداتهم. واستطاع الملازم«باول» تحقيق نسب نجاح متفاوتة، ولكن الوضع كان تحت السيطرة على السواحل بحلول شهر ديسمبر 1836. عاد كولي إلى مهامه المعتادة في إنديان كي (مقر مقاطعة ديد)، وبعد مرور فترة قصيرة، انتقل كولي إلى تامبا، ومع ذلك ظل يعمل مرشدًا في بعض الأحيان.
في أوائل عام 1837، عيّن الجنرال «توماس جيسوب»، المتمركز في مقاطعة ديد، كولي ساعيًا لتوصيل البريد على ظهر الخيل لتسليم الرسائل بين تامبا باي وحصن هيليمان، وتبلغ المسافة بين النقطتين 170 ميل (270 كم).
في ذلك العام نفسه، انتشرت تقارير تفيد بأن كولي ينشر شائعات تقول أن زعيم للسيمينول يقود تمردًا يشترك فيه عبيد سود وهنود. لذلك استجوب الجنرال كولي خوفًا من تورطه بشكل مباشر فيما حدث. بعد ذلك، استقال كولي من منصبه استياءً من هذه الواقعة.

## العمل السياسي
أصبح كولي صديقا للقائد «ويليام بونس» وهو تاجر تجزئة كافح لإبقاء الهنود في المنطقة باعتبارهم مصدرًا للعمالة الرخيصة. ودخل كولي للمرة الثانية في السياسة المحلية، ولكن هذه المرة ضد الجنرال «جيسوب» الذي سعي إلى إبعاد كافة الهنود من المنطقة. وكان القاضي «ستيل»، الوافد الجديد من «كونيتيكت»، حليفًا لكولي في هذه المعركة.
وبحلول عام 1840، عاش كولي في مقاطعة ليون بفلوريدا، مع عبد واحد، بالقرب من نهر هوموساسا، حيث سمح قانون الاحتلال المسلح لسنة 1842 بتوزيع هبات من الأراضي بلغت مساحتها 160 فدان (أي 65 هكتارًا). وبفضل وجوده في موقع القيادة استطاع كولي أن يحصل على تصريح له ولعدد 28 مستوطن آخر. وانتهت المراسلات الطويلة مع دائرة الأراضي العامة على نحو أرضاه وأرضى المستوطنين الآخرين. وفي عام 1843، رُشح كولي لمقعد في مجلس نواب فلوريدا عن مقاطعة هيرناندو الحديثة الإنشاء، ولكنه خسر أمام «جيمس جيبونز».
بعد ذلك بعامين، أصبح كولي أول مدير مكتب بريد في منطقة هوموساسا ومفوض المقاطعة لمصايد الأسماك. ثم باع الأرض التي مُنح إياها إلى السيناتور «ديفيد ليفي يولي» بالتتابع بين عامي 1846 و1847 وعاد إلى تامبا.
منذ عام 1848 حتي عام 1860، حصل كولي علي عدة ممتلكات في منطقة تامبا، منها واحدة في ورثز هاربور. وبحلول عام 1850، عاش كولي مع سبعة من العبيد وكان وقائدًا في «سيلفر جرايز» (بالإنجليزية: Silver Grays) وهي ميليشيا دافعت عن منطقة تامبا في خمسينيات القرن التاسع عشر. بالإضافة إلى ذلك، امتلك كولي متجرًا عامًا في المدينة ولكنه باعه في النهاية إلى عضو في المحفل الماسوني بتامبا. وفي عام 1853، تم تعيينه قائدًا لميناء تامبا. وبحلول عام 1855، أصبح كولي زعيمًا في السياسة المحلية حيث كان رئيس اجتماع الحزب الديمقراطي في تامبا، برفقة خمسة وستين عضوًا مسجلا، في أغسطس 1855. عُيّن كولي عضو مجلس بديل في أول مجلس لتامبا وذلك لمدة شهرين، ثم خدم في المجلس لمدة سنة كاملة ابتداءً من فبراير 1857، وعاد في 1861 لقضاء فترة أخرى كاملة. قدر كولي ثروته الشخصية في عام 1860 بمبلغ 10.060 دولار أمريكي.

## الوفاة والذكرى
توفي كولي عام 1863 في مقاطعة هيلزبورو، فلوريدا. كُتبت وصيته عام 1862 ولكن لم تُسجل إلا بعد وفاته حيث قدمها «فرانسيس ماثيوز» قائلًا أنه زوج ابنة كولي. وكُتب اسم كولي في المستند Cooly وليس Cooley. ترك كولي ممتلكاته للأصدقاء، والجمعيات الخيرية، وامرأة تُدعى «فاني آن» مُشار إليها بأنها ابنته (زوجة فرانسيس ماثيوز)، وثلاثة أحفاد وأربع حفيدات، ولكن ليس هناك دليل علي أنه تربطهم بكولي صلات دم. وهناك حديقة لتخليد ذكرى كولي تُسمى كولي هاموك بارك وهي تقع في فورت لودرديل بالقرب من موقع منزل كولي القديم في مستوطنة ذا نيو ريفر.

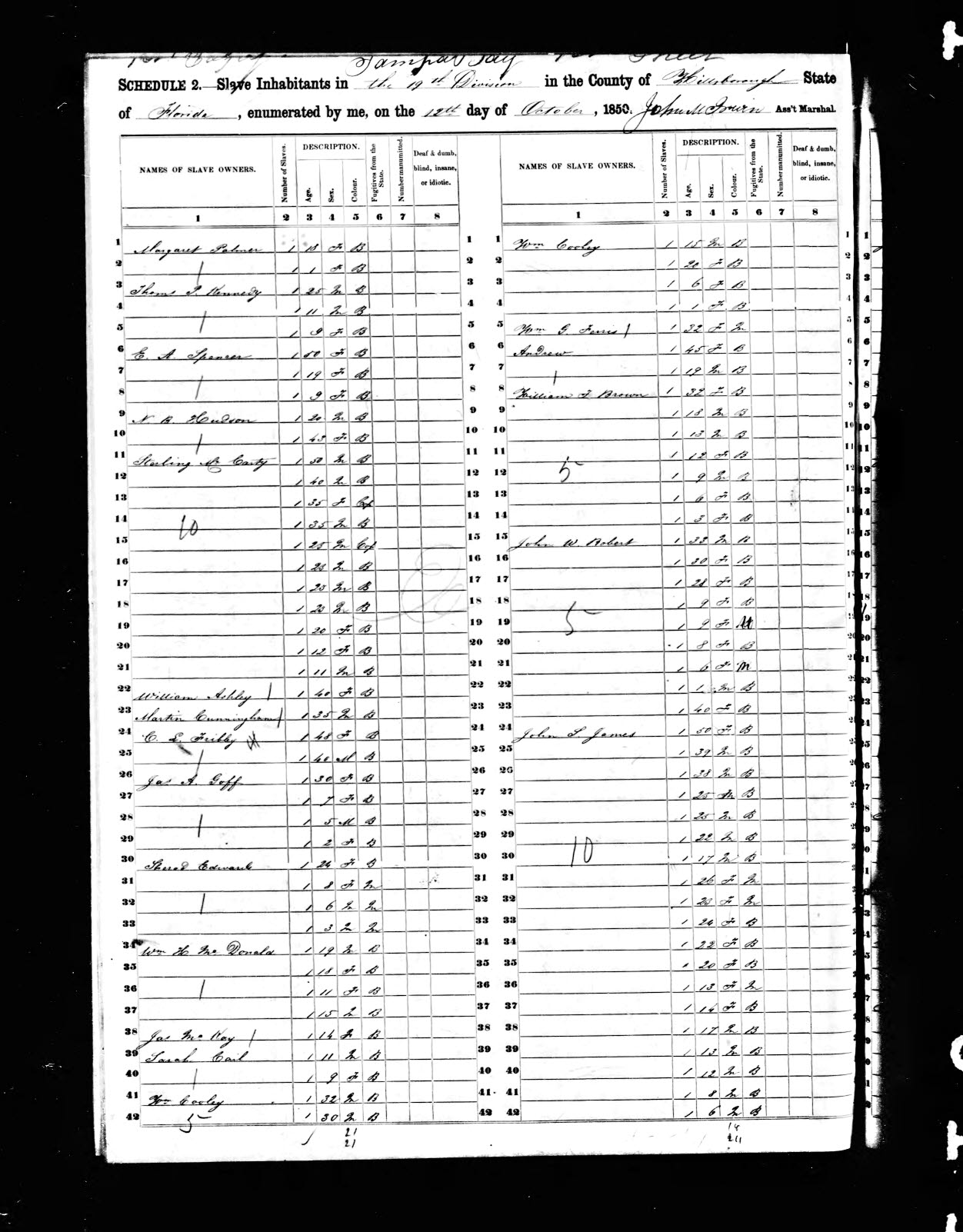
صفحة من جدول عبيد كولي في عام 1850
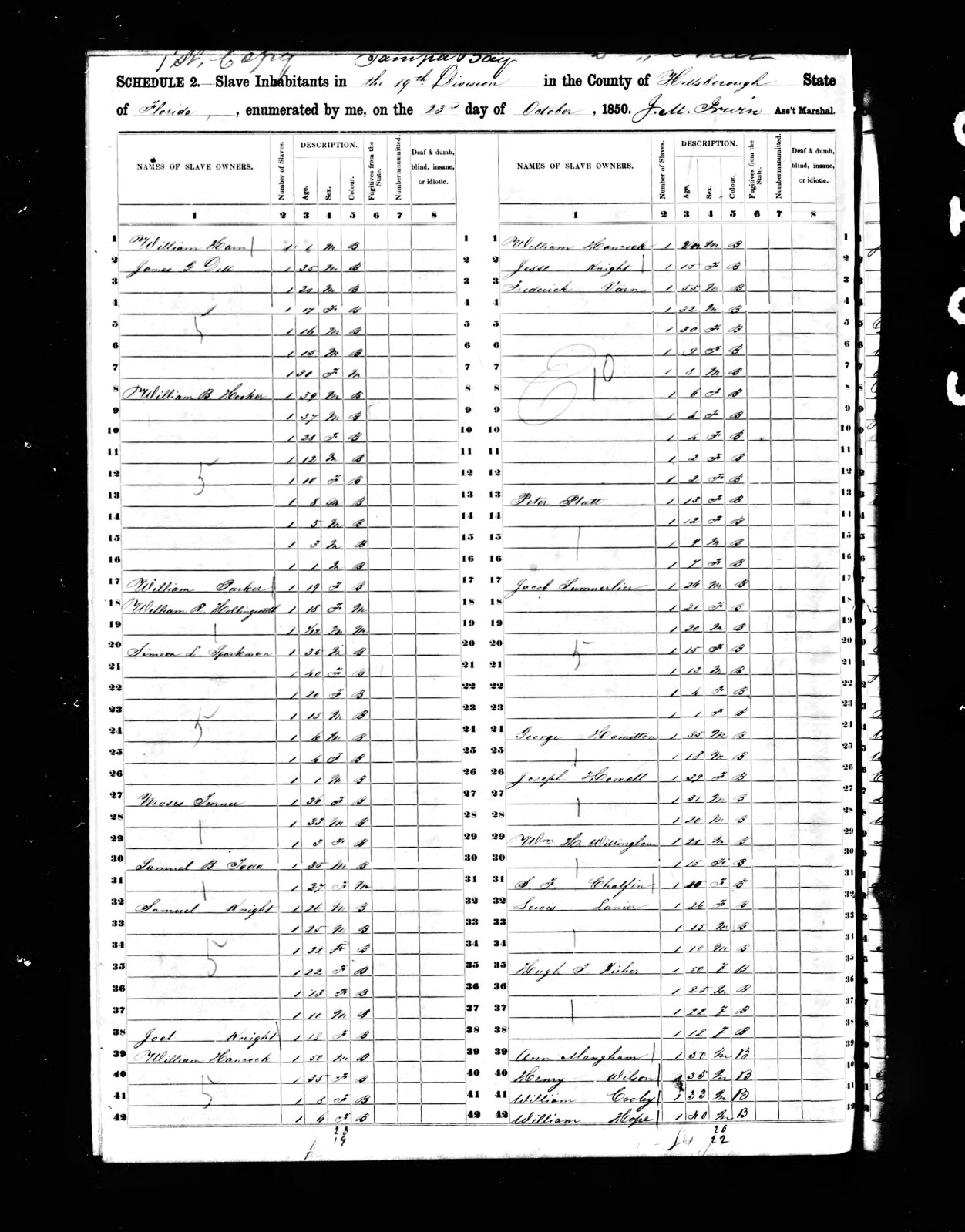
صفحة أخرى من جدول عبيد كولي في عام 1850
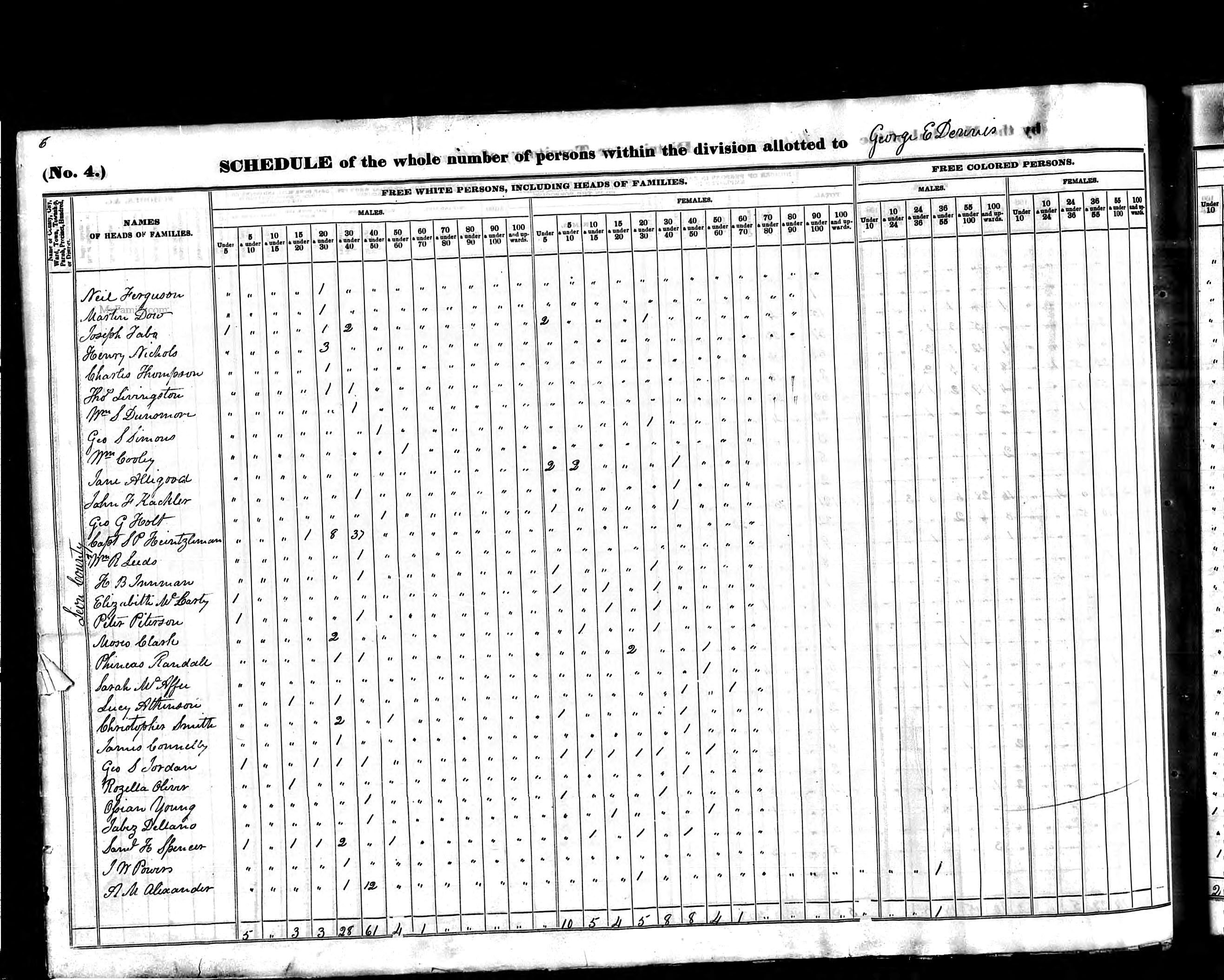
تعداد السكان عام 1840 تظهر به معلومات عن ويليام كولي
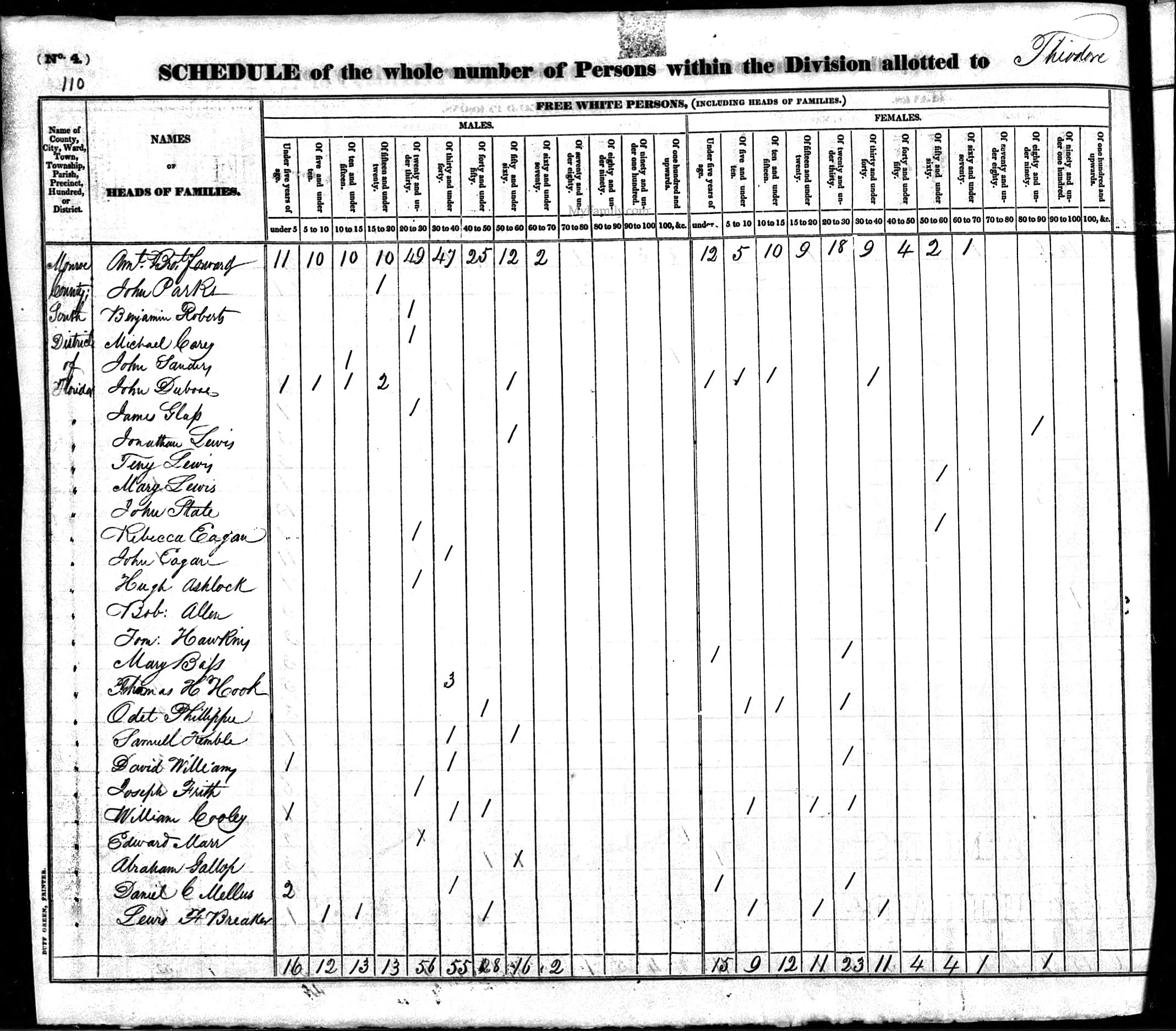
تعداد السكان عام 1830 تظهر به معلومات عن ويليام كولي
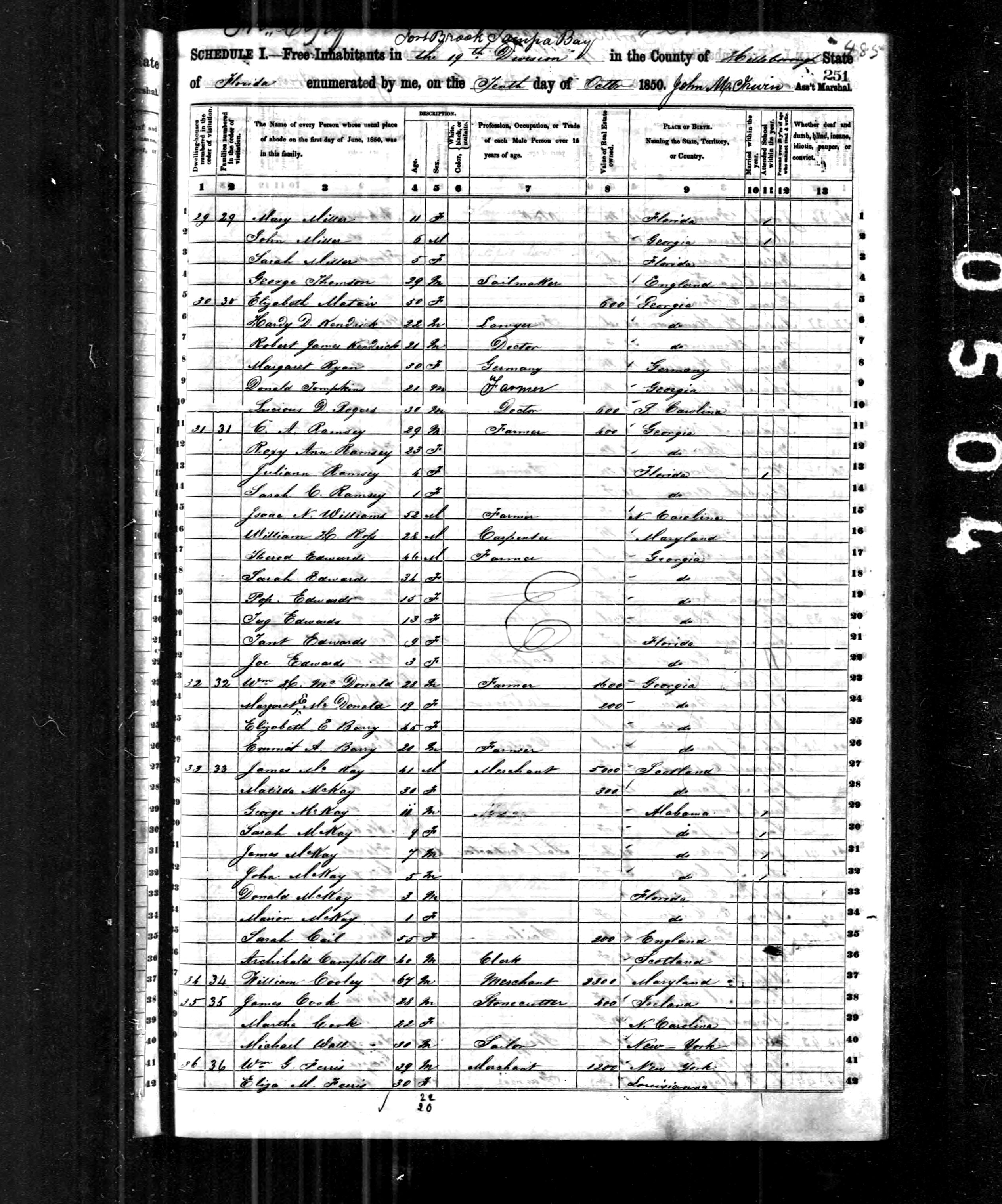
تعداد السكان عام 1850 تظهر به معلومات عن ويليام كولي
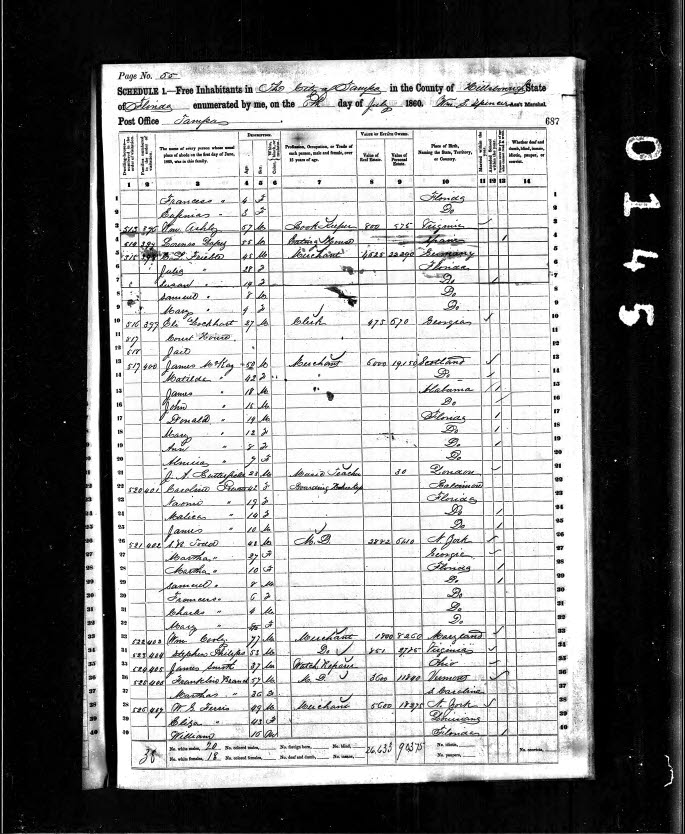
تعداد السكان عام 1860 تظهر به معلومات عن ويليام كولي

## وصلات خارجية
- موسوعة معلومات فلوريدا: كي ويست: الهجمات العدائية التي نفذها الهنود